# Пилигримова
Пилигримова — деревня в Тугулымском городском округе Свердловской области, России.

## Географическое положение
Деревня Пилигримова муниципального образования «Тугулымского городского округа» расположена в 16 километрах к юго-западу от посёлка Тугулым (по автотрассе в 22 километрах), на правой берегу реки Пышма.

## Население
| 2002 | 2010 | 2021 |
| ---- | ---- | ---- |
| 18   | ↘15  | ↘14  |